# WikiBhasha
WikiBhasha — це багатомовний інструмент для створення контенту для популярної онлайн-енциклопедії Вікіпедія. Інструмент WikiBhasha дозволяє редакторам Вікіпедії шукати наповнення в інших статтях Вікіпедії, перекладати його на інші мови, а потім використовувати переклад для того, щоб або створювати нові статті, або покращувати вже існуючі у багатомовних Вікіпедіях. WikiBhasha буде підтримувати створення контенту в більш ніж 30 мовами. WikiBhasha дозволить легко створювати зміст в не-англійських Вікіпедіях за рахунок використання великого обсягу змісту англійської Вікіпедії як джерела інформації. Спочатку, Wikimedia Foundation і Microsoft Research також працюватимуть в тісній співпраці із спільнотами користувачів Вікіпедії, спрямовуючи зусилля на створення контенту арабською, німецькою, гінді, японською, португальською та іспанською мовами. Слово «Bhasha» означає «мова» у багатьох Північноіндійських мовах, і пов'язане зі малайським та індонезійським словом Bahasa.
Програмне забезпечення є схожим на недавно випущений Google Translator Toolkit, який забезпечує той же функціонал.